# Еберхард фон Геминген
Еберхард фон Геминген (на немски: Eberhard von Gemmingen; * 1583/1584; † 10 септември 1635) е благородник от стария алемански рицарски род Геминген в Крайхгау в Баден-Вюртемберг от линията „Б (Хорнберг) на фрайхерен фон Геминген“ и „линията Некарцимерн/Бюрг“, „амтман“ на Вюрцбург, господар в Бюрг и Престенек.
Той е син на Бернолф фон Геминген († 1609), висш дворцов служител в Курпфалц, господар на Бюрг (в Нойенщат ам Кохер), и съпругата му Анна фон Грумбах († 1607), дъщеря на Конрад (Контц) фон Грумбах († 1592) и Барбара Салома фон Фелберг († пр. 1582). Брат е на Ханс Филип († 1635) и Йохан Конрад (1584 – 1632). При Еберхард и брат му Ханс Конрад († 1632) през 1629 г. чрез наследство се образуват линиите „Бюрг-Престенек“ и „Видерн-Майенфелс“.
Еберхард фон Геминген става амтман във Вюрцбург. През 1622 г. той бяга от боевете на Тридесетгодишната война във Вайнсберг, където за две починали там деца от чума дарява 60 гулден за помощи. При подялбата на бащиното му наследство той получава през 1629 г. Бюрг и Престенек, а Видерн и Майенфелс попадат на брат му Ханс Конрад († 1632).
Понеже другият му брат Ханс Филип († 1635) умира бездетен той взема една половина от Хайнсхайм, резиденцията на фамилията на съпругата на брат му, която е от измрялата по мъжка линия фон Еренберг. Следват дълги наследствени конфликти с господарите фон Хелмщат, които също имат право на наследство. През 1649 г. те се разбират с размяна на имения.
Той умира на 10 септември 1635 г. от чума, от която за няколко седмици също умират три от децата му.
Клонът „Бюрг-Престенек“ и с него целият клон „Бюрг на фрайхерен фон Геминген“ измира по мъжка линия през 1841 г.

## Фамилия
Еберхард фон Геминген се жени за Мария Агата фон Фенинген, клон Бюрг-Престенек († 22 декември 1632 в Бюрг, погребана в Нойенщат ам Кохер). Те имат десет деца:
- Георг Швайкард (1611 – 1681), женен I. 1620 г. за Барбара Сибила Зенфт фон Зулбург († 1650), II. 1670 г. за Маргарета Магдалена фон Елрихсхаузен
- Волф Фридрих († 1615)
- Анна Агата (1616 – 1618)
- Ернст Фридрих († 1622)
- Анна Розина († 1622)
- Мария Юлиана (1623 – 1631)
- Доротея Сибила († от чума 1635)
- Гертруд Катарина († от чума 1635)
- Бернолф († от чума 1635)
- Ахилес Кристоф (1619 – 1676), женен I. 1643 г. за Бенедикта Елизабета Грек фон Кохендорф († 1648), II. 1650 г. за Сибила Фелицитас фон Геминген-Фюрфелд († 1654), III. 1655 г. за Амалия фон Менцинген